# Staniszcze Małe
Staniszcze Małe [staˈniʂt͡ʂɛ ˈmawɛ] (en alemán: Klein Stanisch) es un pueblo ubicado en el distrito administrativo de Gmina Kolonowskie, dentro del Condado de Strzelce, Voivodato de Opole, en el sur de Polonia occidental. Se encuentra aproximadamente a 6 kilómetros al oeste de Kolonowskie, a 19 kilómetros al norte de Strzelce Opolskie, y a 28 kilómetros al este de la capital regional Opole.
Antes de 1945, el área fue parte de Alemania.
El pueblo tiene una población aproximada de 700 habitantes.